# Plus mínus
A Plus Mínus egy szlovák punkegyüttes, ami 2000-ben alakult meg Pozsonyban, tagjai már többször változtak. Jelenlegi tagok: Wayo (basszusgitár), Hulo (szólógitár), Dodo (dobok) és Gza (vokál). Fő alkotóstílusuk a pop-punk és a punk, esetenként a hardcore elemeivel vegyítve. Dodo és Wayo egyébként az Iné Kafe nevű zenekarban is játszik.

## Lemezek
- 133 (2000)
- Workoholix (2001)
- Najvyšší čas (2006)

## Külső hivatkozások
- A Plus Mínus hivatalos oldala (szlovák nyelven)

## Fordítás
- Ez a szócikk részben vagy egészben  a   Plus Mínus című szlovák Wikipédia-szócikk ezen változatának fordításán alapul.  Az eredeti cikk szerkesztőit annak laptörténete sorolja fel. Ez a jelzés csupán a megfogalmazás eredetét és a szerzői jogokat jelzi, nem szolgál a cikkben szereplő információk forrásmegjelöléseként.